# Ralph DePalma
Ralph DePalma (ur. 19 grudnia 1882 roku w Biccari, zm. 31 marca 1956 roku w Pasadenie) – włosko-amerykański kierowca wyścigowy.

## Kariera
W swojej karierze DePalma startował głównie w Stanach Zjednoczonych w mistrzostwach AAA Championship Car oraz towarzyszącym mistrzostwom słynnym wyścigu Indianapolis 500, będącym w latach 1923-1930 jednym z wyścigów Grandes Épreuves. W pierwszym sezonie startów, w 1909 roku dwukrotnie stawał na podium, w tym raz na jego najwyższym stopniu. Z dorobkiem 695 punktów został sklasyfikowany na siódmej pozycji w klasyfikacji generalnej. Trzy lata później odniósł cztery zwycięstwa. Uzbierane 2000 punktów dało mu tytuł mistrzowski. W 1914 roku trzykrotnie stawał na pierwszym stopniu podium. Dorobek 2045 punktów pozwolił mu ponownie zdobyć tytuł mistrza serii. W sezonie 1915 odniósł zwycięstwo w wyścigu Indianapolis 500, a w klasyfikacji mistrzostw uplasował się na szóstej pozycji. W kolejnym sezonie zakończył wyścig na torze Indianapolis Motor Speedway na szóstym miejscu, plasując się ostatecznie czwartej pozycji w klasyfikacji generalnej, dzięki dwóm zwycięstwom i trzem miejscom na podium. Do czołówki Amerykanin powrócił w 1918 roku, kiedy sześć razy wygrywał eliminacje mistrzostw AAA. Z dorobkiem 320 punktów został sklasyfikowany na czwartej pozycji w klasyfikacji generalnej. w Indy 500 w 1920 roku był piąty i w mistrzostwach uzbierał łącznie 605 punktów. Dało mu to czwarte miejsce w końcowej klasyfikacji kierowców. W edycji 1924 Indy 500 dojechał do mety na czwartym miejscu, a w mistrzostwach był dwunasty. Dwa lata później zakończył wyścig Indianapolis 500 na siódmy miejscu.
W Europie jego największym sukcesem jest drugie miejsce w wyścigu o Grand Prix Włoch 1921.